# Paul Pulewka
Paul Pulewka (* 11. Februar 1896 in Elbing; † 22. Oktober 1989 in Tübingen) war ein deutscher Pharmakologe und Toxikologe. Er hat maßgeblich zur Etablierung pharmakologischer Forschung und Lehre und staatlicher Arzneimittelüberwachung in der unter Mustafa Kemal Atatürk sich den Naturwissenschaften und der naturwissenschaftlichen Medizin öffnenden Türkei beigetragen.

## Leben
Sein Vater war Apotheker, seine Schwester Lotte Pulewka. Nach dem Abitur am Humanistischen Gymnasium in Elbing 1914 nahm Pulewka als Infanterist und später Sanitätsunteroffizier am Ersten Weltkrieg teil. Anschließend studierte er an der Universität München und der Universität Königsberg Medizin. 1923 wurde er mit einer am Pharmakologischen Institut Königsberg bei Hermann Wieland (1885–1929) angefertigten Dissertation zum Dr. med. promoviert. Wieland wechselte 1925 nach Heidelberg, und Felix Haffner (1886–1953) wurde sein Königsberger Nachfolger. Unter ihm habilitierte sich Pulewka 1927 für Pharmakologie und Toxikologie. Haffner folgte im selben Jahr einem Ruf an die Universität Tübingen. Bis zum Dienstantritt von Haffners Nachfolger Fritz Eichholtz (1889–1967) 1928 leitete Pulewka das Königsberger Institut kommissarisch, um dann auf Haffners Einladung ebenfalls nach Tübingen zu gehen. Er erhielt einen Lehrauftrag für die Toxikologie von Gasen und Stäuben, Kampfstoffen und Gewerbegiften. 1933 wurde er zum außerplanmäßigen Professor ernannt. Er war mit der nicht-arischen Kinderärztin Käte Fürst verheiratet und galt als „politisch unzuverlässig“. Er selbst berichtet: „In der Vorlesung gab ich bekannt, daß nach einer Verlautbarung der NS-Partei der deutsche Mensch nur durch deutsche Heilpflanzen geheilt würde und synthetische Arzneien vom Juden erfunden seien, um den deutschen Menschen zu vergiften.“ Behrend Behrens (1895–1969), der in Königsberg sein Mit-Assistent gewesen war, den er und seine Frau vor dem Ertrinken in der Ostsee gerettet hatten und der inzwischen im Reichsministerium für Wissenschaft, Erziehung und Volksbildung tätig war, warnte ihn. Er lehnte eine Scheidung von seiner Frau ab und emigrierte im Oktober 1935 mit seiner Familie in die Türkei.
Die Universität Ankara war in der Entstehung begriffen. Pulewka erhielt Räume im Zentral-Hygiene-Institut des Gesundheitsministeriums, dem später nach dem ersten türkischen Gesundheitsminister Refik Saydam genannten Refik Saydam-Institut. Er sollte mit unzulänglichen Mitteln Insulin herstellen, fand aber bald in der Arzneimittel-Prüfung eine realistischere Aufgabe. Dazu „gehörte, um Beispiele zu nennen, die damals übliche pharmakologische Auswertung von Hormon-, Vitamin-, Digitalis- und Salvarsanpräparaten, Mutterkornextrakten, Heilmitteln, welche – erwünscht oder unerwünscht – auf das autonome Nervensystem wirkten. [...] Es ergab sich, daß eine unerwartet große Zahl von Arzneipräparaten der Deklaration der Hersteller nicht entsprach.“ Hinzu kamen toxikologische Analysen wie die Aufklärung von Nahrungsmittelvergiftungen durch Unkräuter im Getreide. Weil es an Zucker mangelte, wurden „jährlich Hunderte von Proben des Rhododendronhonigs eingesandt“, des Tollhonigs mit Giftstoffen  aus Rhododendron-Arten der türkischen Schwarzmeerregion.
Es gab Spannungen sowohl mit den türkischen Kollegen und Behörden als auch zwischen den zahlreichen deutschen Emigranten. Die Anstellungsverträge mussten jährlich erneuert werden. „Vor allem erweckte die Besetzung höherer Posten durch Ausländer, die dem einheimischen Nachwuchs den Aufstieg blockierte, Feindseligkeit gegen die Fremden.“ Nach Atatürks Tod 1938 mehrten sich die Schwierigkeiten. 1940 wurde Pulewkas Vertrag nicht verlängert, 1941 jedoch, als Refik Saydam Ministerpräsident geworden war, wurde er neu eingestellt. 1946 wurde die Medizinische Fakultät Ankara gegründet, und Pulewka wurde zusätzlich zur Direktorenstelle des Refik Saydam-Instituts Direktor des Pharmakologischen Instituts der Universität. Außerdem erhielt er die Leitung des Instituts für Materia medica, an dem die Medizinstudenten in der Zubereitung von Arzneiformen unterrichtet wurden. Seine Vorlesungen hielt er auf Deutsch mit einem Dozenten als Simultanübersetzer.
Die neunzehn Jahre in der Türkei endeten unharmonisch. 1951 erschien ein von Pulewka verfasstes, dann ins Türkische übersetztes Lehrbuch der Pharmakologie, nach Pulewka „Auftakt zur Entlassung, da es als Grundlage für den Unterricht von dem türkischen Nachfolger benutzt werden konnte.“ Der Erziehungsminister erschien im Refik Saydam-Institut mit der Anweisung, die Forschung aufzugeben und sich auf die Lehre zu beschränken. Nachdem Pulewka 1953 die Annahme der türkischen Staatsbürgerschaft abgelehnt hatte, teilte ihm der Dekan der medizinischen Fakultät in einem höflich-kühlen Schreiben von 16 Zeilen seine Entlassung zum Jahresende mit. Den Titel Außerordentlicher Professor dürfe er weiter führen.
Mit Unterstützung des deutschen Botschafters Wilhelm Haas kehrte Pulewka nach Deutschland zurück. Er erhielt in Tübingen 1954 eine Gastprofessur und 1957 eine ordentliche Professur für Toxikologie. 1961 wurde er Direktor des neu gegründeten Tübinger Instituts für Toxikologie, des ersten in der Bundesrepublik, wie das Pharmakologische Institut im Lothar-Meyer-Bau an der Tübinger Wilhelmstraße untergebracht. 1964 wurde er emeritiert. Sein Nachfolger wurde Herbert Remmer.

## Forschung
In Königsberg wollte Pulewka eine von Walther Straub entdeckte Reaktion von Mäusen auf Morphin verstehen, das so genannte Mäuseschwanzphänomen. Er deutete es als Ausdruck einer generell erregenden Wirkung des Morphins auf diese Tiere, die durch eine Steigerung der Atmung bestätigt werde. Ebenfalls in Königsberg untersuchte Pulewka die keratolytische Wirkung des Schwefels. Sie beruhe auf einer spezifischen Wirkung des Sulfid-Anions S2− auf die Hornsubstanz der Haut.
In seiner ersten Tübinger Zeit benutzte Pulewka die Weite der Pupille von Mäusen zur quantitativen Bestimmung pupillenerweiternder Substanzen wie des Atropins. Die Absender-Adresse der ersten Publikation dazu, 1932, war noch das Pharmakologische Institut Tübingen, die Absender-Adresse der zweiten Publikation, 1936, die „Pharmakologische Sektion des Zentral-Hygiene-Instituts Ankara“.
Aus der Türkei berichtete Pulewka über die Toxizität des als Verunreinigung in Mehl gefundenen Süßgrases Taumel-Lolch. Als die Bewohner eines Dorfes nach Verzehr von Brot erkrankt waren – trockener Mund, Schluckschwierigkeit, Störung des Nahsehens, Bewusstseinstrübung mit Halluzinationen –, diagnostizierte er, unter anderem mittels der Pupillenweite von Mäusen, die Ursache: eine Beimischung von Stechapfelsamen zum Getreide. In türkischen Hanfpflanzen bestimmte er den Gehalt an zentralnervös wirksamen Stoffen. „Ende August bis Anfang September 1937 wurden uns von der Zollbehörde über das Gesundheitsministerium 520 getrennte Proben getrockneter Hanfpflanzenteile unter Angabe der Erzeugungorte.“ Der Gehalt schwankte stark.
Zurück in Tübingen, verglich Pulewka 1959 die Wirkung des im Tollhonig enthaltenen Andromedotoxins mit der Wirkung von Aconitin und Veratrin.

## Anerkennung
Pulewka ist heute als Mitbegründer der Pharmakologie und der Arzneimittelüberwachung in der Türkei anerkannt. 1996 konstatierte die Türkische Pharmakologische Gesellschaft, „dass die Gründer der Pharmakologie in der Türkei Professor Dr. Akil Muhtar Özden, Universität Istanbul, und Professor Dr. Paul Pulewka, Universität Ankara, waren.“ Akil Muhtar Özden lebte von 1877 bis 1949.